# Агентство з розвитку інфраструктури фондового ринку України
Агентство з розвитку інфраструктури фондового ринку України (АРІФРУ) або Stock market infrastructure development agency of Ukraine (SMIDA) - державна установа, створена з метою організаційного, технічного, ресурсного забезпечення реалізації повноважень Комісії в сфері регулювання ринку цінних паперів та розвитку інфраструктури фондового ринку України (наразі — Національна комісія з цінних паперів та фондового ринку).

## Діяльність
Агентство з розвитку інфраструктури фондового ринку України створене відповідно до рішення Державної комісії з цінних паперів та фінансового ринку від 29 липня 1998 року N 94. АРІФРУ здійснювала організаційне, технічне та ресурсне забезпечення реалізації повноважень НКЦПФР.
З 2007 року АРІФРУ уповноважена на забезпечення розкриття інформації емітентами цінних паперів.
З 2010 року АРІФРУ модернізувало інформаційний ресурс smida.gov.ua забезпечивши відкриття інформації про діяльність фондового ринку України. За період діяльності загалом АРІФРУ створила, систематизувала та надала у вільному доступі понад 20 баз даних.
Також АРІФРУ спільно Фондовою біржою ПФТС започатковувала проект із виробництва серії телевізійних продуктів, спрямованих на підвищення рівня фінансової грамотності населення України.
АРІФРУ видавала випускаючи спеціалізовану літературу для учасників фондового ринку, та було видавцем бюлетеню «Відомості Національної комісії з цінних паперів та фондового ринку» — щоденного офіційного друкованого видання НКЦПФР (З 2006 по 2019 роки).
З 2019 року АРІФРУ авторизована як провайдер інформаційних послуг на фондовому ринку. АРІФРУ розробила програмний комплекс для оприлюднення регульованої інформації в Загальнодоступній інформаційній базі даних Національної комісії з цінних паперів та фондового ринку (https://stockmarket.gov.ua/) , яка створена в 2014 році, та подання електронної звітність та/або адміністративні дані до НКЦПФР відповідно до встановлених вимог.
Після початку російського вторгнення в Україну НКЦПФР з метою здійснення резервного копіювання інформації та даних розширила перелік хмарних сервісів для АРІФРУ під час війни.